# Аслан
Аслан (на английски: Aslan), Великият лъв, е измислен герой от фентъзи-поредицата за деца на К. С. Луис – „Хрониките на Нарния“. Негов прототип е Исус Христос който е наречен „Лъвът от Юда“ К. С. Луис е основно автор на произведения с библейска насоченост като „Писмата на душевадеца“, „Обикновено християнство“. Аслан заема централно място в историята Хрониките на Нарния и участва и в седемте книги от поредицата. Той е и единственият герой, който участва и в седемте книги. Аслан е голям говорещ лъв, крал на зверовете и син на Императора (Бог Отец) отвъд Морето (Рая).
Аслан създава света Нарния чрез песен в първата книга от поредицата – Племенникът на Магьосника. За да я предпази от врагове, той праща Дигъри, заедно с приятелката му Поли и летящия кон Стробери, до вълшебно ябълково дърво, от което момчето трябва да вземе ябълка и да я засади на границата на Нарния. В замяна на това Лъвът изцерява болната му майка от тежка болест. Аслан се появява и в Лъвът, Вещицата и дрешникът, където помага на четирите деца – Питър, Сюзан, Едмънд и Луси да победят Бялата вещица. След тяхното коронясване, Лъвът продължава да се връща в Нарния тогава, когато тя най-много се нуждае от помощта му и да помага на владетелите ѝ да вземат най-правилните решения.
За мястото, където живее Аслан, се знае само, че е на Края на света. В Плаването на „Разсъмване“ Едмънд, Луси, братовчедът им Юстас и храбрата мишка Рипичийп почти стигат до дома му, но Лъвът позволява само на Рипичийп да заживее там, а другите праща обратно в техния собствен свят.